# Грањано Требијенсе
Грањано Требијенсе (итал. Gragnano Trebbiense) је насеље у Италији у округу Пјаченца, региону Емилија-Ромања.
Према процени из 2011. у насељу је живело 2274 становника. Насеље се налази на надморској висини од 79 м.

## Становништво
| 1951. | 1961. | 1971. | 1981. | 1991. | 2001. | 2011. |
| ----- | ----- | ----- | ----- | ----- | ----- | ----- |
| 4.112 | 3.622 | 3.319 | 3.051 | 3.102 | 3.470 | 4.386 |